# Ezra – Eine Familiengeschichte
Ezra – Eine Familiengeschichte (Originaltitel Ezra) ist ein US-amerikanischer Spielfilm aus dem Jahr 2023 von Regisseur Tony Goldwyn nach einem Drehbuch von Tony Spiridakis. Die Hauptrollen in der Tragikomödie übernahmen  William A. Fitzgerald als Ezra, Bobby Cannavale und Rose Byrne als dessen Eltern sowie Robert De Niro als dessen Großvater.

## Handlung
Max ist ein Stand-up-Comedian, der bei seinem Vater Stan lebt. Gemeinsam mit seiner Ex-Frau Jenna kümmert sich Max um die Erziehung ihres elfjährigen autistischen Sohnes Ezra. Nachdem Ezra seine Schulkollegen unbeabsichtigt gefährdet, fordert die Schulleitung die Überweisung in eine Förderschule. Außerdem soll Ezra mit Risperdal medikamentiert werden. Max lehnt das ab und wird nach einem Wutausbruch mit einem dreimonatigen Kontaktverbot zu seinem Sohn belegt. 
Heimlich beobachtet Max seinen Sohn, der aufgrund der Wirkung neuer Medikamente teilnahmslos im Pausenhof der neuen Schule sitzt. Daraufhin beschließt der Vater, seinen Sohn mitten in der Nacht mitzunehmen und sich mit ihm auf eine Reise zu begeben. Die besorgte Mutter informiert die Behörden, die einen Amber Alert absetzen. Auf dem Weg zur Hütte seines Freundes Nick in Michigan erfährt Max von seiner Agentin Jane, dass Jimmy Kimmel ihn in seiner Show auftreten lassen möchte, vorausgesetzt, er und Ezra fahren zu einem Vorsprechen nach Los Angeles.
Jenna und Stan machen sie ebenfalls auf den Weg zu Nick, von dem sie erfahren, dass Max mit Ezra mittlerweile nach Los Angeles unterwegs ist. Nachdem Max in einer Raststation im Fernsehen von der Vermisstenmeldung und bundesweiten Suchaktion erfährt, flüchtet er vor einer Polizeikontrolle mit seinem Auto auf einen Waldweg, wo er eine Autopanne hat. Per Autostopp begeben sich Max und Ezra zum Haus von Grace, einer alten Freundin von Max. Mit dem Auto von Grace reisen sie schließlich weiter.
In Los Angeles angekommen möchte ein FBI-Beamter Max verhaften, während die mittlerweile ebenfalls angekommene Jenna die Situation herunterzuspielen versucht. Wieder zurück zu Hause kümmern sich Max, der eine Bewährungsstrafe erhalten hat, und Jenna gemeinsam um die Erziehung von Ezra.

## Besetzung und Synchronisation
Die deutschsprachige Synchronisation übernahm die EVA Studios Germany GmbH. Dialogregie führte Pierre Peters-Arnolds.
| Rolle               | Darsteller            | Synchronsprecher         |
| ------------------- | --------------------- | ------------------------ |
| Max                 | Bobby Cannavale       | Martin Kautz             |
| Ezra                | William A. Fitzgerald | Toni Wegewitz            |
| Jenna               | Rose Byrne            | Ranja Bonalana           |
| Stan                | Robert De Niro        | Christian Brückner       |
| Jayne               | Whoopi Goldberg       | Regina Lemnitz           |
| Nick                | Rainn Wilson          | Axel Malzacher           |
| Bruce               | Tony Goldwyn          | Oliver Siebeck           |
| Grace               | Vera Farmiga          | Claudia Urbschat-Mingues |
| Ridgeway            | Jackson Frazer        | Finn Posthumus           |
| Mrs. Cathro         | Tess Goldwyn          | Anne Düe                 |
| Dr. Tamarova        | Ella Ayberk           | Mascha Raykhman          |
| Agent Pena          | Mia Caro              | Aline Staskowiak         |
| Det. Harrelson      | David Marciano        | Hanns Jörg Krumpholz     |
| Guillermo Rodriguez | Guillermo Rodriguez   | Pierre Peters-Arnolds    |
| Special Agent Costa | Joe Pacheco           | Erich Räuker             |
| Dov Davidoff        | Dov Davidoff          | Bernhard Völger          |
| Dr. Wells           | Barzin Akhavan        | Rainer Fritzsche         |
| Emma Willmann       | Emma Willmann         | Magdalena Helmig         |
| Jimmy Kimmel        | Jimmy Kimmel          | Tom Vogt                 |
| Ruby                | Matilda Lawler        | Marie Düe                |

## Produktion und Hintergrund
Der Film wurde von der US-amerikanischen Closer Media und den Wayfarer Studios produziert, Produzenten waren William Horberg, Jon Kilik, Tony Goldwyn und Tony Spiridakis. Den Vertrieb übernahm in Deutschland und Österreich die Tobis Film. Der Film wurde ursprünglich unter dem Titel Inappropriate Behavior angekündigt. Dreharbeiten fanden im September 2022 in Westwood und Jersey City im US-Bundesstaat New Jersey statt.
Die Kamera führte Daniel Moder, die Musik schrieb Carlos Rafael Rivera, die Montage verantwortete Sabine Hoffman und das Casting Kerry Barden und Paul Schnee. Das Szenenbild gestaltete Dan Leigh und das Kostümdesign Donna Berwick. Tony Spiridakis schrieb das Drehbuch auch basierend auf eigenen Erfahrungen mit seinem autistischen Sohn, dessen Patenonkel Regisseur Tony Goldwyn ist, der im Film auch in einer Nebenrolle zu sehen ist. Darsteller Robert De Niro hat ebenfalls einen Sohn im Autismus-Spektrum.

## Veröffentlichung
Premiere war am 9. September 2023 am Toronto International Film Festival 2023.
In den USA kam der Film am 31. Mai 2024 in die Kinos. Der deutsche Kinostart ist für den 12. September 2024 vorgesehen und in Österreich für den darauffolgenden Tag.

## Rezeption
Am 22. August 2024 waren 62 von 89 bei Rotten Tomatoes aufgeführte Kritiken positiv bei einer durchschnittlichen Bewertung von 6,3 der 10 möglichen Punkte. Bei Metacritic erhielt der Film am 22. August 2024 einen Metascore von 57 von 100 möglichen Punkten, der auf sechzehn Rezensionen basierte.
Gaby Sikorski vergab auf Filmstarts.de 3,5 von 5 Sternen. Die Produktion sei eine „schwungvolle Tragikomödie mit vielen überraschenden Wendungen“, die manchmal an Rain Man erinnere. Die ziemlich ambitionierte Geschichte mache es sich nicht leicht. Dabei gehe es weniger direkt um Autismus als vielmehr um die Männer einer dysfunktionalen Familie, die sich auf der Flucht vor dem FBI zusammenraufen müssen.
Britta Schmeis bewertete den Film auf epd-film.de mit zwei von fünf Sternen. Dieser möge als Plädoyer für die Akzeptanz des Andersseins und für einen gelassenen Umgang damit gelesen werden, doch irgendwie sei die Geschichte allzu weichgespült. Die Probleme mögen noch so groß sein, warmes Sonnenlicht und ein schlechter Witz lösten sie wie von selbst auf. Trotz bester Absichten bliebe der Film allzu seicht.
Mark Jackson bezeichnete die Produktion auf epochtimes.de als „exzellenten Mini-Rain Man“ und gut gelungene dramatische Filmkomödie und vergab vier von fünf Sternen.
Christopher Diekhaus meinte auf cineman.ch, dass der Roadtrip überzeugend gespielt und stellenweise berührend sei. Zu oft unternehme das Drehbuch aber plumpe Abstecher, die den Gesamteindruck trübten.
Oliver Armknecht vergab auf film-rezensionen.de sechs von zehn Punkten. Der Humor sei oft eher schwach, es gebe aber einige bewegende Szenen und den löblichen Versuch, hier auch mal authentisch das Leben von Betroffenen zu zeigen. heftfilme.com lobte unter anderem die Hauptdarsteller, Musik und Kameraarbeit, insgesamt sei der Film ein berührendes Familienporträt.

## Auszeichnungen und Nominierungen
Sun Valley Film Festival 2024
- Auszeichnung als bester Film
- Auszeichnung als bester Hauptdarsteller (Bobby Cannavale)[10][22]

Boulder International Film Festival 2024
- Auszeichnung als bester Film[10][22][23]

World Soundtrack Award 2024
- Nominierung in der Kategorie Discovery of the Year (Carlos Rafael Riviera)[24]